# Breslause voetbalbond
De Breslause voetbalbond (Duits: Verband Breslauer Ballspiel-Vereine) was een regionale voetbalbond uit de Silezische stad Breslau, tegenwoordig het Poolse Wrocław.

## Geschiedenis
Ondanks het feit dat Breslau een grote stad was werd pas op 23 februari 1903 een eerste voetbalbond opgericht. De bond telde vier clubs: SV Blitz Breslau, FC 1898 Breslau, SC Schlesien Breslau en SC Preußen Breslau.
Van eind maart tot eind mei 1903 werd een eerste kampioenschap georganiseerd in twee speelklassen. Blitz, FC 1898 en Schlesien speelden in de eerste klasse en Preußen speelde met de reserveteams van de andere drie clubs in de tweede klasse. FC 1898 won beide klassen met overtuiging.
Het volgende seizoen eindigden FC 1898 en Schlesien op de eerste plaats. Er werd een tweede beslissende wedstrijd gespeeld. In de tweede helft bij een stand van 2-1 voor Schlesien werd de wedstrijd gestaakt nadat de kapitein van Schlesien niet meer kon spelen na een aanval van FC 1898. Schlesien werd tot kampioen uitgeroepen, maar hier verzette FC 1898 zich tegen. De wedstrijd moest herspeeld worden, maar FC 1898 daagde niet op en verliet op 7 juni 1904 de voetbalbond. In dit seizoen waren er al drie klassen.
SC Germania 1904 Breslau sloot zich ook aan bij de bond en mocht meteen in de eerste klasse aantreden. Ook Preußen promoveerde, hoewel ze in het voorgaande seizoen laatste geworden waren. Schlesien verlengde zijn titel en won vijf wedstrijden van de zes.
In 1906 werd de bond opgeheven. Er bleef wel een competitie bestaan. De winnaar plaatste zich voor de eindronde van de nieuw opgerichte Zuidoost-Duitse voetbalbond.

## Overzicht kampioenen
Clubs in het vet werden ook Duits landskampioen.
| Seizoen | Kampioen             | Vicekampioen     |
| ------- | -------------------- | ---------------- |
| 1903    | FC 1898 Breslau      | SV Blitz Breslau |
| 1904    | SC Schlesien Breslau | FC 1898 Breslau  |
| 1905    | SC Schlesien Breslau | SV Blitz Breslau |